# UAE Team ADQ
La UAE Team ADQ, già MCipollini e Alé, è una squadra emiratina femminile di ciclismo su strada con licenza di UCI Women's WorldTeam. Attiva a livello UCI dal 2011, dal 2022 costituisce la controparte femminile dello UAE Team Emirates e dal 2023 è affiancata da una formazione di sviluppo, la UAE Development Team. Nella stagione 2024 ha tesserato 16 atlete in rappresentanza di 11 diverse nazionalità.

## Storia
La squadra MCipollini poi diventata Alé, nasce a fine 2010 grazie all'iniziativa di alcune aziende della provincia di Verona: le tre società del pool Diamant di Sorgà guidato da Federico Zecchetto (il maglificio Apg, il calzaturificio DMT costruttore di telai MCipollini) e Giambenini, azienda di Pescantina diretta da Piergiorgio Giambenini e attiva nel settore dell'architettura di aree verdi. La sede della squadra è a Bonferraro di Sorgà, la presidenza è affidata a Alessia Piccolo (general manager di Apg) e la direzione tecnica a Walter Ricci Petitoni; la rosa per il 2011, stagione di debutto, prevede dodici cicliste, tra cui Fabiana Luperini, l'olimpionica Nicole Cooke e le già campionesse del mondo Marta Bastianelli e Tatiana Guderzo. Alla prima stagione la squadra si classifica al sesto posto nella graduatoria mondiale UCI.
Nel 2012 la direzione tecnica passa a Luisiana Pegoraro. Nelle annate seguenti la squadra si mantiene costantemente nella Top 10 mondiale, anche grazie ai successi di Tatiana Guderzo, Monia Baccaille, Shelley Olds, Marta Bastianelli e Chloe Hosking. Dal 2014 Alé, marchio della società APG (anch'essa del gruppo Diamant), subentra a MCipollini come primo nome e la denominazione diventa Alé Cipollini. Nel 2015 la direzione sportiva passa a Fortunato Lacquaniti.
Nel 2020 arriva la fusione con il team sloveno BTC City Ljubljana (sponsorizzato dalla catena di centri commerciali BTC plc), e la nuova denominazione è Alé BTC Ljubljana. Per la nuova stagione la formazione, che vede gli innesti di Mavi García ed Eugenia Bujak e i rientri di Bastianelli e Guderzo, è inclusa tra le otto squadre detentrici della nuova licenza di UCI Women's WorldTeam.
A fine 2021 APG cede la struttura del team e la licenza WorldTeam alla holding di Stato emiratina ADQ già sponsor dell'UAE Team Emirates maschile. La denominazione della squadra diventa UAE Team ADQ, e la fornitura di telai passa a Colnago. La guida dirigenziale passa all'ex ciclista Rubens Bertogliati, affiancato sempre da Lacquaniti, mentre la rosa per la stagione 2022 è di quindici atlete, tra cui le confermate Bastianelli, Bujak e García.
Nella stagione 2023 UAE Team ADQ ristruttura fortemente il proprio organico tecnico e di atlete: arrivano, tra le altre, due forti atlete italiane come Silvia Persico e Chiara Consonni, entrambe provenienti dalla Valcar-Travel & Service, che va a diventare la formazione di sviluppo con il nome di UAE Development Team. Dall'ottobre 2023 Maria Camila Garcia diventa il nuovo CEO del team; Bertogliati lascia la direzione tecnica, che da inizio 2024 passa a Cherie Pridham. 

## Cronistoria

### Annuario
| Anno | Codice | Nome                  | Cat. | Biciclette | Dirigenza |
| ---- | ------ | --------------------- | ---- | ---------- | --- |
| 2011 | MCG    | MCipollini Giambenini | WT   | MCipollini | Manager: Alessia Piccolo Dir. sportivi: Walter Ricci Petitoni, Francesco Fabbri, Renato Valle                                                                                   |
| 2012 | MCG    | MCipollini Giambenini | WT   | MCipollini | Manager: Alessia Piccolo Dir. sportivi: Luisiana Pegoraro |
| 2013 | MCG    | MCipollini Giordana   | WT   | MCipollini | Manager: Alessia Piccolo Dir. sportivi: Luisiana Pegoraro, Claudio Cordioli |
| 2014 | ALE    | Alé Cipollini         | WT   | MCipollini | Manager: Alessia Piccolo Dir. sportivi: Luisiana Pegoraro |
| 2015 | ALE    | Alé Cipollini         | WT   | MCipollini | Manager: Alessia Piccolo Dir. sportivi: Giovanni Fidanza, Fortunato Lacquaniti                                                                                                  |
| 2016 | ALE    | Alé Cipollini         | WT   | MCipollini | Manager: Alessia Piccolo Dir. sportivi: Fortunato Lacquaniti, Fabiana Luperini                                                                                                  |
| 2017 | ALE    | Alé Cipollini         | WT   | MCipollini | Manager: Alessia Piccolo Dir. sportivi: Fortunato Lacquaniti, Fabiana Luperini                                                                                                  |
| 2018 | ALE    | Alé Cipollini         | WT   | MCipollini | Manager: Alessia Piccolo Dir. sportivi: Fortunato Lacquaniti, Gul'nara Fatkulina                                                                                                |
| 2019 | ALE    | Alé Cipollini         | WT   | MCipollini | Manager: Alessia Piccolo Dir. sportivi: Fortunato Lacquaniti, Giuseppe Lanzoni                                                                                                  |
| 2020 | ALE    | Alé BTC Ljubljana     | WTW  | MCipollini | Manager: Alessia Piccolo Dir. sportivi: Fortunato Lacquaniti, Giuseppe Lanzoni, Gorazd Penko                                                                                    |
| 2021 | ALE    | Alé BTC Ljubljana     | WTW  | MCipollini | Manager: Alessia Piccolo Dir. sportivi: Fortunato Lacquaniti, Giuseppe Lanzoni, Gorazd Penko                                                                                    |
| 2022 | UAD    | UAE Team ADQ          | WTW  | Colnago    | Manager: Rubens Bertogliati Dir. sportivi: Fortunato Lacquaniti, Michele Devoti, Giuseppe Lanzoni, Gorazd Penko                                                                 |
| 2023 | UAD    | UAE Team ADQ          | WTW  | Colnago    | Manager: Rubens Bertogliati Dir. sportivi: Alejandro González Tablas, Marcello Albasini, Davide Arzeni, Michele Devoti, Giuseppe Lanzoni, Nicolas Marche, Cristina San Emeterio |
| 2024 | UAD    | UAE Team ADQ          | WTW  | Colnago    | Manager: Cherie Pridham Dir. sportivi: Alejandro González Tablas, Marcello Albasini, Michele Devoti, Nicolas Marche, Aida Nuño Palacio, Cristina San Emeterio                   |

### Classifiche UCI
Aggiornato al 31 dicembre 2021.
| Anno | Class.     | Pos. | Migliore cl. individuale |
| ---- | ---------- | ---- | ------------------------ |
| 2011 | World Cal. | 6º   | Nicole Cooke (14ª)       |
| 2011 | World Cup  | 6º   | Nicole Cooke (13ª)       |
| 2012 | World Cal. | 7º   | Monia Baccaille (25ª)    |
| 2012 | World Cup  | 8º   | Monia Baccaille (15ª)    |
| 2013 | World Cal. | 7º   | Tat'jana Antošina (9ª)   |
| 2013 | World Cup  | 16º  | Marta Tagliaferro (39ª)  |
| 2014 | World Cal. | 8º   | Shelley Olds (9ª)        |
| 2014 | World Cup  | 9º   | Shelley Olds (14ª)       |
| 2015 | World Cal. | 9º   | Shelley Olds (15ª)       |
| 2015 | World Cup  | 10º  | Shelley Olds (13ª)       |
| 2016 | World Cal. | 8º   | Marta Bastianelli (16ª)  |
| 2016 | World Tour | 8º   | Marta Bastianelli (16ª)  |
| 2017 | World Cal. | 8º   | Chloe Hosking (13ª)      |
| 2017 | World Tour | 8º   | Chloe Hosking (10ª)      |
| 2018 | World Cal. | 8º   | Marta Bastianelli (8ª)   |
| 2018 | World Tour | 8º   | Chloe Hosking (17ª)      |
| 2019 | World Cal. | 11º  | Soraya Paladin (11ª)     |
| 2019 | World Tour | 10º  | Soraya Paladin (11ª)     |
| 2020 | World Cal. | 8º   | Mavi García (14ª)        |
| 2020 | World Tour | 12º  | Mavi García (19ª)        |
| 2021 | World Cal. | 5º   | Marlen Reusser (6ª)      |
| 2021 | World Tour | 7º   | Marlen Reusser (8ª)      |

## Palmarès
Aggiornato al 23 dicembre 2024.

### Grandi Giri
- Giro d'Italia

Partecipazioni: 14 (2011, 2012, 2013, 2014, 2015, 2016, 2017, 2018, 2019, 2020, 2021, 2022, 2023, 2024)
Vittorie di tappa: 5
2011: 1 (Nicole Cooke)
2015: 1 (Annalisa Cucinotta)
2017: 1 (Marta Bastianelli)
2023: 1 (Chiara Consonni)
2024: 1 (Chiara Consonni)
Vittorie finali: 0
Altre classifiche: 3
2011: Italiane (Tatiana Guderzo)
2013: Italiane (Tatiana Guderzo)
2015: Scalatrici (Flávia Oliveira)
- Tour de France

Partecipazioni: 3 (2022, 2023, 2024)
Vittorie di tappa: 0
Vittorie finali: 0
Altre classifiche: 0
- Vuelta a España

Partecipazioni: 2 (2023, 2024)
Vittorie di tappa: 0
Vittorie finali: 0
Altre classifiche: 0

### Campionati nazionali
- Campionati britannici: 1

Cronometro: 2023 (Elizabeth Holden)
- Campionati emiratini: 5

In linea: 2022, 2023, 2024 (Safia Al Sayegh)
Cronometro: 2022, 2024 (Safia Al Sayegh)
- Campionati giapponesi: 2

In linea: 2019 (Eri Yonamine)
Cronometro: 2019 (Eri Yonamine)
- Campionati lettoni: 1

In linea: 2024 (Anastasia Carbonari)
- Campionati lituani: 2

In linea: 2017 (Daiva Tušlaitė)
Cronometro: 2018 (Daiva Tušlaitė)
- Campionati polacchi: 2

In linea: 2015 (Małgorzata Jasińska); 2024 (Dominika Włodarczyk)
- Campionati russi: 1

Cronometro: 2013 (Тat'jana Аntošina)
- Campionati serbi: 2

In linea: 2019 (Jelena Erić)
Cronometro: 2019 (Jelena Erić)
- Campionati sloveni: 4

In linea: 2020 (Urša Pintar); 2022 (Eugenia Bujak)
Cronometro: 2020 (Urška Žigart); 2021 (Eugenia Bujak)
- Campionati spagnoli: 6

In linea: 2020, 2021, 2022 (Mavi García)
Cronometro: 2020, 2021, 2022 (Mavi García)
- Campionati svizzeri: 2

In linea: 2021 (Marlen Reusser)
Cronometro: 2021 (Marlen Reusser)
- Campionati thailandesi: 1

In linea: 2020 (Jutatip Maneephan)

## Organico 2024
Aggiornato al 23 dicembre 2024.

### Staff tecnico
|  | Naz.                     | Ruolo | Sportivo                  |  |  |  |
|  | ------------------------ | ----- | ------------------------- |  |  |  |
|  | Gran Bretagna (bandiera) | GM    | Cherie Pridham            |  |  |  |
|  | Spagna (bandiera)        | DS    | Alejandro González Tablas |  |  |  |
|  | Svizzera (bandiera)      | DS    | Marcello Albasini         |  |  |  |
|  | Italia (bandiera)        | DS    | Michele Devoti            |  |  |  |
|  | Francia (bandiera)       | DS    | Nicolas Marche            |  |  |  |
|  | Spagna (bandiera)        | DS    | Aida Nuño Palacio         |  |  |  |
|  | Spagna (bandiera)        | DS    | Cristina San Emeterio     |  |  |  |

### Rosa
|  | Naz.                           |  | Sportivo            | Anno |  |  |
|  | ------------------------------ |  | ------------------- | ---- |  |  |
|  | Emirati Arabi Uniti (bandiera) |  | Safia Al Sayegh     | 2001 |  |  |
|  | Bielorussia (bandiera)         |  | Alena Amjaljusik    | 1989 |  |  |
|  | Italia (bandiera)              |  | Sofia Bertizzolo    | 1997 |  |  |
|  | Slovenia (bandiera)            |  | Eugenia Bujak       | 1989 |  |  |
|  | Lettonia (bandiera)            |  | Anastasia Carbonari | 1999 |  |  |
|  | Italia (bandiera)              |  | Chiara Consonni     | 1999 |  |  |
|  | Italia (bandiera)              |  | Eleonora Gasparrini | 2002 |  |  |
|  | Irlanda (bandiera)             |  | Lara Gillespie      | 2001 |  |  |
|  | Nuova Zelanda (bandiera)       |  | Mikayla Harvey      | 1998 |  |  |
|  | Gran Bretagna (bandiera)       |  | Elizabeth Holden    | 1997 |  |  |
|  | Russia (bandiera)              |  | Alena Ivančenko     | 2003 |  |  |
|  | Polonia (bandiera)             |  | Karolina Kumięga    | 1999 |  |  |
|  | Italia (bandiera)              |  | Erica Magnaldi      | 1992 |  |  |
|  | Rep. Ceca (bandiera)           |  | Tereza Neumanová    | 1998 |  |  |
|  | Italia (bandiera)              |  | Silvia Persico      | 1997 |  |  |
|  | Paesi Bassi (bandiera)         |  | Karlijn Swinkels    | 1998 |  |  |
|  | Polonia (bandiera)             |  | Dominika Włodarczyk | 2001 |  |  |